# Wiesental Radweg
Der Wiesental Radweg, auch: Wiesentalradweg, ist ein gut 53 Kilometer langer Radwanderweg von Todtnau bis Basel, der im Wesentlichen entlang des Wiesentals von Nord nach Süd durch den Landkreis Lörrach führt. Der Wiesental Radweg verläuft teilweise auf einer ehemaligen, gut 18 Kilometer langen Bahntrasse, auf der bis 1967 die Schmalspurbahn „Todtnauerli“ zwischen Zell im Wiesental und Todtnau verkehrte. Teilabschnitte des Wiesental Radwegs folgen den Richtlinien des Radnetzes Baden-Württemberg.

## Verlauf
Start des Wiesental Radwegs ist die Innenstadt von Todtnau (650 m ü. NHN), einer Kleinstadt im südlichen Schwarzwald. Vom wenige Kilometer nördlich gelegenen Feldberg schneidet die dort entspringende Wiese ein entsprechendes Tal in Richtung des Rheins. Dieser Talachse folgt die Bundesstraße 317 (B 317), an der sich auch der Wiesental Radweg überwiegend parallel, aber zumeist nicht unmittelbar benachbart ausrichtet.
Von Todtnau aus verläuft der Radweg westlich der B 317 und rechts der Wiese bis etwa Utzenfeld. Dort quert der Radweg den Fluss und ab dem südlichen Ortsausgang aus verläuft der Radweg östlich der Bundesstraße. Die Trasse führt östlich der Innenstadt von Schönau im Schwarzwald vorbei bis der Verlauf in Wembach die Seite zum Fluss und zur B 317 wieder wechselt. Südlich von Fröhnd verläuft der Radweg durch bewaldetes Gebiet und durch den 80 Meter langen Hepschinger Tunnel. Von dort an bleibt der stets im abfallenden Profil verlaufende Radweg bis Atzenbach westlich gelegen. In Atzenbach selbst kreuzt für einen kurzen Abschnitt zweimal der Radweg die Bundesstraße, um dann in Richtung Zell im Wiesental weiter westlich verlaufend zu verbleiben. Südlich von Hausen im Wiesental wechselt der Radweg entlang des länglich gezogenen Besiedlungsgebietes von Schopfheim mehrmals die Uferseite. Die Bundesstraße verläuft im Schopfheimer Abschnitt in einem weit östlichen Bogen um die Stadt und trifft erst am östlichen Eingang von Maulburg wieder auf den Radweg, der dort bis zur Ortsmitte benachbart verläuft. In Höllstein wechselt der Verlauf des Radwegs vom Ost- an das Westufer und verläuft parallel zu Steinen. In Richtung Lörrach hat der Radweg eine eigene parallel zur B 317 verlaufende Trasse, die am Nordrand der Kreisstadt eine Schnellstraße kreuzt. 

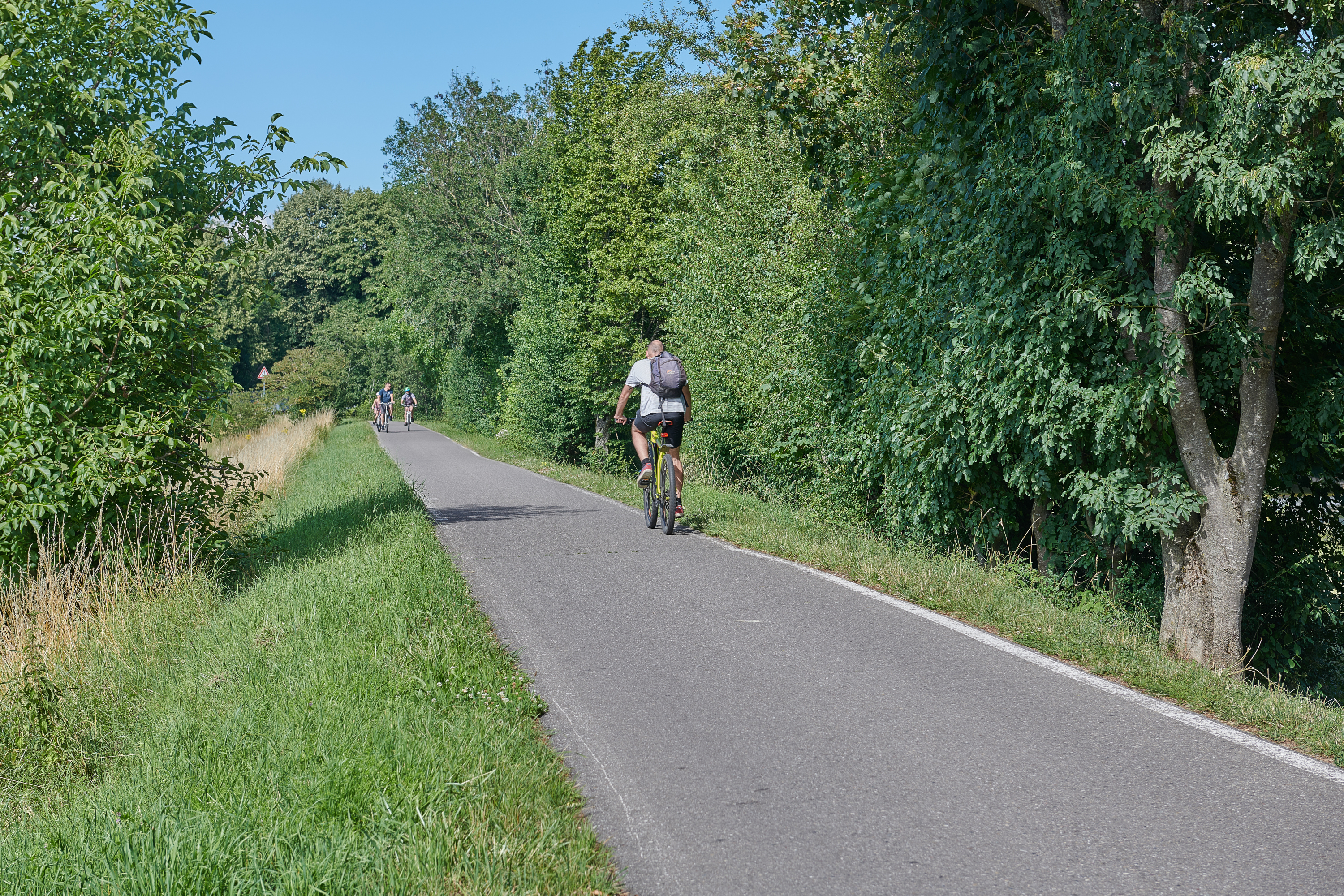
Abschnitt des Wiesental Radwegs im Stadtgebiet von Lörrach

Von da an verkehrt der Radweg im Stadtgebiet auf einer eigenen Trasse und wird nur in Hauingen von einer Autostraße unterbrochen. Sämtliche anderen Kreuzungen zu Straßen des Autoverkehrs werden im Stadtgebiet durch einen tieferen Verlauf an diesen Stellen gemieden. Die meisten Wiesenbrücken in Lörrach werden unterfahren, was bei starkem Hochwasser zu partiellen Sperren dieser Unterfahrungen führen kann. In Stetten erfolgt ein letztmaliger Wechsel auf die Ostseite der Wiese. Der Radweg führt über eine Grüne Grenze von Deutschland in die Schweiz. In der Schweiz führt der Wiesental Radweg durch die Langen Erlen, einem bewaldeten Naherholungsgebiet. Durch Riehen führt der Radweg direkt nach Basel, wo er an der Johanniterbrücke (250 m ü. NHN) endet.
Der Wiesental Radweg hat keine offizielle Kilometrierung.